# 毌丘倹
毌丘 倹（かんきゅう けん、? - 正元2年閏1月21日（255年3月16日））は、中国三国時代の魏の武将。字は仲恭。司隸河東郡聞喜県の人。父は毌丘興。弟は毌丘秀。子は毌丘甸・毌丘宗ら。
遼東半島や高句麗の平定に功を挙げたが、司馬師の専横に反発して『毌丘倹・文欽の乱』と呼ばれる反乱を起こした後、敗死した。

## 生涯

### 北方遠征
魏の曹丕の時代に平原侯の文学となる。太和元年（227年）、曹叡が皇帝に即位すると尚書郎、次いで羽林監に移る。曹叡が東宮にいた時（皇太子時代）からの旧知の間柄で、親任を受けた。地方に出て洛陽の典農となり、曹叡が農民を徴発して宮殿を造営すると、これを諌めた。青龍3年（235年）には荊州刺史に転じた。
青龍4年（236年）、幽州刺史・度遼将軍・使持節・護烏丸校尉となり、遼東郡の平定を曹叡に提案し、これを認められる。
景初元年（237年）、遼遂に駐屯し、5千余人の部下を率いる遼西烏丸都督率衆王の護留や、右北平烏丸単于の寇婁敦らを降伏させる。遼東を支配する公孫淵との戦いについては、『三国志』毌丘倹伝は「公孫淵は毌丘倹と戦ったが、不利となり撤退した」、明帝紀は「長雨により遼水が氾濫したため、詔勅により毌丘倹の軍を撤退させた」、公孫淵伝（公孫度伝附）は「（公孫淵が）遼遂で毌丘倹らを迎撃し、不利となった毌丘倹らは撤退した」と記す。いずれにせよ撃滅を免れた公孫淵は魏から完全に自立し、燕王を自称する。景初2年（238年）、魏は司馬懿を大将、毌丘倹を副将とする軍を送り、今度は公孫淵の撃滅に成功（遼隧の戦い）。毌丘倹は安邑侯に進爵し、食邑3900戸となる。
正始年間、1万の兵を率いて高句麗平定に出陣。句麗王の位宮率いる2万の兵と梁口で戦い、勝利を収める。敗走する位宮を追撃して句麗の都を破壊し、四桁に上る首級と捕虜を得る。位宮は妻子のみを連れて逃げ隠れた。翌年に再度の征伐が行われると、位宮は買溝まで逃走。毌丘倹の命でこれを追撃した玄菟太守の王頎は、粛慎氏の南界の地まで至り、石碑にその功績を刻んだ。誅殺した者、降伏させた者は8千余人、論功行賞で封侯された者は百余人を数えた（年次については毌丘倹#遺跡の項に後述）。

### 呉との戦い
正始9年（248年）に左将軍・仮節監豫州諸軍事・豫州刺史、のち鎮南将軍に昇進する。
嘉平4年（252年）正月、『晋書』景帝紀は司馬師が魏の大将軍となり、善政が敷かれ人材が揃ったと称える。その中で四方を都督した人物として、諸葛誕・王昶・陳泰・胡遵と共に毌丘倹の名が挙げられている。
同年4月、敵国呉の皇帝孫権が崩御。王昶・胡遵・毌丘倹はそれぞれ上奏文を奉り、この機を狙って呉の討伐を提案する。11月に魏は三方面から呉に侵攻。毌丘倹は武昌へ進軍するが、東興で諸葛誕らの軍が呉の諸葛恪に敗れ、全軍撤退に至った（東興の戦い）。諸将の責を問う声も挙がったが、司馬師は自らに責があるとして咎めなかった。毌丘倹は諸葛誕と任地を交替し、鎮東将軍・都督揚州諸軍事に移った。
嘉平5年（253年）、諸葛恪が合肥新城を包囲したが、司馬師の指示に従ってこれを守り抜いた（合肥の戦い#第五次戦役（253年））。
嘉平6年（254年）2月、合肥の戦いに際し、敵の捕虜となっても忠節を守って死んだ兵士の劉整・鄭像を称えて上奏。両名は関中侯を追贈され、子がその爵位を継いだ。また同月、毌丘倹と親しかった夏侯玄・李豊らによる司馬師排斥のクーデター計画が発覚。夏侯玄らは処刑され、皇帝曹芳が廃位、新帝として曹髦が即位した。

### 毌丘倹・文欽の乱
正元2年（255年）正月、西北の空の終わりにまで至る数十丈の長さの彗星が現れ、毌丘倹はこれを自分たちの吉祥と考えた。かくして、郭皇太后の詔と称して司馬師の罪状を弾劾し、結託していた揚州刺史の文欽と共に、反逆の兵を挙げた。淮南の将兵・官民を脅迫して寿春城を守らせると、毌丘倹と文欽は五、六万の兵を率いて出撃。毌丘倹は項城を堅守し、文欽は外において遊軍となった。また両名それぞれの子4人を人質として呉に派遣し、救援を求めた。対する司馬師は中軍の歩兵・騎兵十数万を率いてこれを包囲。諸軍には城壁を固めさせ、戦闘を禁じた。毌丘倹と文欽は為す術を失い、また淮南の将兵の家はみな北にあったため、その心は沮散し、降伏者が相次いだ。
文欽は楽嘉の鄧艾軍への攻撃を図ったが、密かに司馬師率いる大軍が合流しており、夜明けを迎えその盛んな兵馬を見て戦意を失い撤退。さらに騎兵隊の追撃を受けて軍は大敗し、文欽は呉へと亡命した。文欽の敗戦を聞いた毌丘倹も恐懼し、夜の内に項城から逃亡した。左右の者も毌丘倹を見捨て去り、僅かな親族と共に水辺の草むらに身を潜めたが、民の張属によって発見、射殺され、その首は都へと送られた。

### 評価
『三国志』の編者である陳寿は、その評で毌丘倹を「卓抜した才能と識見を有し」ていながら、王淩・諸葛誕・鍾会ともども「大きな野心を抱き、災禍を顧みることなく事変を起こした結果、一族が地に塗れる結果を招いた」と評している。
習鑿歯は「毌丘倹は明帝（曹叡）の遺命に感激したためにこの戦役を起こした」のであり、「事は不成功に終わったが、忠臣と言うべきかな」と称えた。

### 三国志演義における毌丘倹
小説『三国志演義』では史実に近い役柄で登場するが、最期は敗走の最中、慎県令の宋白に宴席で酔い潰された後、殺害されたことになっている。

## 一族
父の毌丘興は、賊徒張進らを討伐した功績で将作大匠・高陽郷侯となり、後に毌丘倹がその爵位を継いだ。
弟の毌丘秀、孫の毌丘重は最後まで毌丘倹に付き従っていたが呉まで逃げ延び、その後の動向は不明。子の毌丘宗は毌丘倹の風格があった。毌丘倹の挙兵時に人質として呉に派遣されたが、呉が滅亡した後の太康年間に入り、兄弟と共に中国へ帰還した。
新安霊山に逃走した子の毌丘甸など、呉に亡命できた者以外の三族は皆殺しとなった。ただし毌丘甸の妻の荀氏は、荀顗の上表により放免された。その娘の毌丘芝（潁川太守劉子元の妻）も荀氏の助命嘆願を受け、何曾が「嫁入り前の娘は父母の刑罰、既に婚礼の杯を受けた婦人は夫の家の刑罰にのみ従えば良い」と上議し、またこれも認められた。

## 遺跡

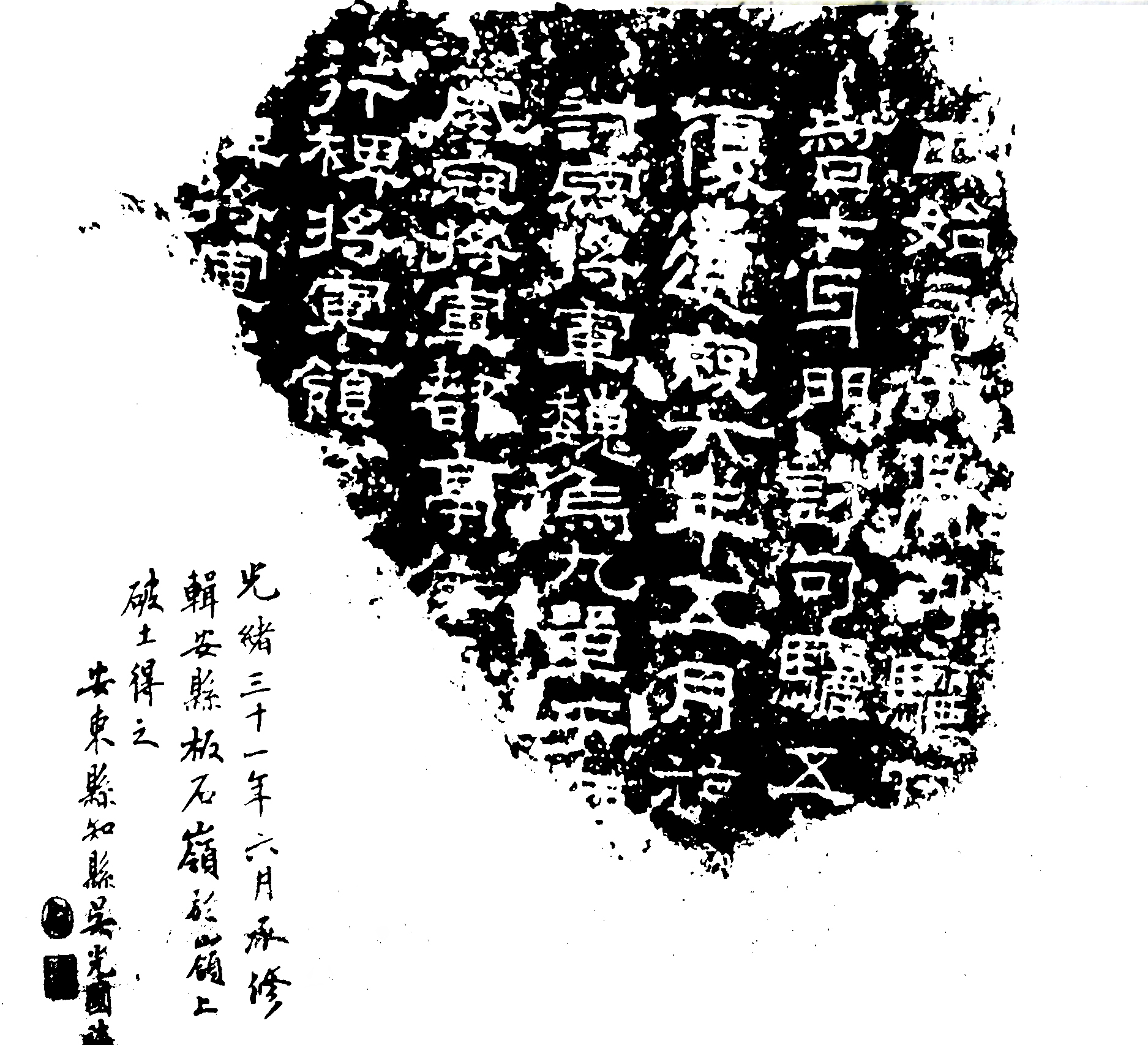
「毌丘倹紀功碑」の写し

1906年、輯安北方で『毌丘倹紀功碑』が発見された。242年（魏の正始3年）の建立と見られ、高句麗征伐の功績を称えたものである。高句麗征伐については、『三国志』と『三国史記』高句麗本紀とで年次がずれていたが、この石碑に基づけばその両方が誤りとなる。
また、2005年3月5日、本籍地である山西省運城市聞喜県で、毌丘倹とその一族を祀った碑が発見された。碑には毌丘一族18名の姓名と、背面の下方に“難主毌丘儉”と刻まれていた。「難」とは、司馬師に敗死する難に遇ったことを意味する。両側には、建立主と見られる毌丘元顕、その子の毌丘世威、その子の毌丘孝忠、比丘（男僧）などの姓名が刻まれていた。『平陽府志』によると、毌丘元顕が399年頃に毌丘寺で修行をしており、碑はこの前後に建立されたと見られている。